# Bjarne Lisby
Bjarne Lisby (født 28. februar 1945) er solist, sangskriver, revyforfatter, foredragsholder og skribent. 
Udgivet godt 20 solo cd’er, samt Sangbogen ”På syngende grund” med 50 muntre sange. Kendt for sin humørfyldte underholdning. 
Har modtaget Greve kommunes kulturpris, Bakkens Oscar, og Spil Dansk Dagens Ildsjælspris. 
Bjarne Lisbys nok mest kendte sang er "De gamle bukser"[kilde mangler] på LP'en "Hold lige min jakke" fra 1977.